# Hadrodontes stonehami
Hadrodontes stonehami är en fjärilsart som beskrevs av Jeffry 1931. Hadrodontes stonehami ingår i släktet Hadrodontes och familjen praktfjärilar. Inga underarter finns listade i Catalogue of Life.